# Hovedserien 1959/1960
Hovedserien 1959/1960 var Norges högsta division i fotboll säsongen 1959/1960 och löpte från juli 1959 till juni 1960. Lagen var uppdelade i två grupper, med åtta lag i varje. Lillestrøm vann Grupp A, och Fredrikstad Grupp B. Gruppvinnarna spelade final, med två matcher. Säsongen avslutades med final den 15 juni 1960 och bronsmatch den 16 juni 1960. I bronsmatchen spelade Vålerenga mot Eik och vann med 4–2. I finalen tog Fredrikstad revansch för föregående säsongs finalförlust, och vann med 6–2 mot Lillestrøm.

## Grupp A
|   |               | S  | V | O | F  | +  | -   | P  |
| - | ------------- | -- | - | - | -- | -- | --- | -- |
| 1 | Lillestrøm    | 14 | 8 | 3 | 3  | 28 | -21 | 19 |
| 2 | Vålerenga     | 14 | 8 | 2 | 4  | 27 | -21 | 18 |
| 3 | Viking        | 14 | 6 | 4 | 4  | 25 | -18 | 16 |
| 4 | Larvik Turn   | 14 | 7 | 1 | 6  | 32 | -22 | 15 |
| 5 | Greåker       | 14 | 5 | 4 | 5  | 25 | -20 | 14 |
| 6 | Sandefjord BK | 14 | 5 | 4 | 5  | 16 | -18 | 14 |
| 7 | Brann         | 14 | 4 | 3 | 7  | 19 | -29 | 11 |
| 8 | Start         | 14 | 1 | 3 | 10 | 15 | -38 | 5  |

## Grupp B
|   |             | S  | V  | O | F | +  | -   | P  |
| - | ----------- | -- | -- | - | - | -- | --- | -- |
| 1 | Fredrikstad | 14 | 10 | 3 | 1 | 41 | -16 | 23 |
| 2 | Eik         | 14 | 8  | 1 | 5 | 30 | -21 | 17 |
| 3 | Skeid       | 14 | 7  | 3 | 4 | 30 | -23 | 17 |
| 4 | Rapid       | 14 | 6  | 3 | 5 | 21 | -26 | 15 |
| 5 | Odd         | 14 | 5  | 3 | 6 | 25 | -25 | 13 |
| 6 | Strømmen    | 14 | 5  | 3 | 6 | 23 | -27 | 13 |
| 7 | Raufoss     | 14 | 2  | 4 | 8 | 20 | -36 | 8  |
| 8 | Brage       | 14 | 1  | 4 | 9 | 14 | -30 | 6  |

## Final
- 15 juni 1960:	Fredrikstad - Lillestrøm 6–2

## Bronsfinal
- 16 juni 1960: Eik - Vålerenga 4–2

## Förklaringar
- S = spelade matcher V = vinster = O = oavgjorda F = förluster + - = målskillnad P = poäng.